# Brasilianisch-russische Beziehungen
Die Brasilianisch-russischen Beziehungen sind die zwischenstaatlichen Beziehungen zwischen Brasilien und Russland. Beide Länder unterhalten gute Beziehungen und kooperieren im Rahmen der BRICS. Russland hat eine Botschaft in Brasília und Generalkonsulate in São Paulo und Rio de Janeiro, während Brasilien eine Botschaft in Moskau hat.
Die diplomatischen Beziehungen zwischen Brasilien und Russland wurden am 3. Oktober 1828 aufgenommen, womit Brasilien das erste südamerikanische und erste lateinamerikanische Land war, das formelle Beziehungen mit Russland aufnahm. Im Jahr 1876 stattete der Kaiser von Brasilien, Peter II., Russland einen Privatbesuch ab. Nach der Oktoberrevolution 1917 wurden die diplomatischen Beziehungen abgebrochen und erst 1945 nahm Brasilien diplomatischen Beziehungen mit der Sowjetunion auf. Während des Zweiten Weltkriegs war Brasilien lange neutral geblieben, entsendete schließlich aber kleine Truppenkontingente zur Unterstützung der Alliierten Mächte. Brasilien war während des Kalten Krieges ein Mitglied der Bewegung der Blockfreien Staaten und hatte ein neutrales, aber distanziertes Verhältnis zur Sowjetunion. Die bilateralen Beziehungen beschränkten sich auf Handels- und Kooperationsabkommen von geringer Bedeutung. Während der rechtslastigen Regierung von Eurico Gaspar Dutra wurden 1947 die Beziehungen erneut abgebrochen und erst von Jânio Quadros 1961 wieder aufgenommen. Auch die brasilianische Militärdiktatur (1964–1985) distanzierte sich von der UdSSR und war streng antikommunistisch. 1988 unternahm schließlich José Sarney den ersten offiziellen Besuch eines brasilianischen Staatschefs in der UdSSR.

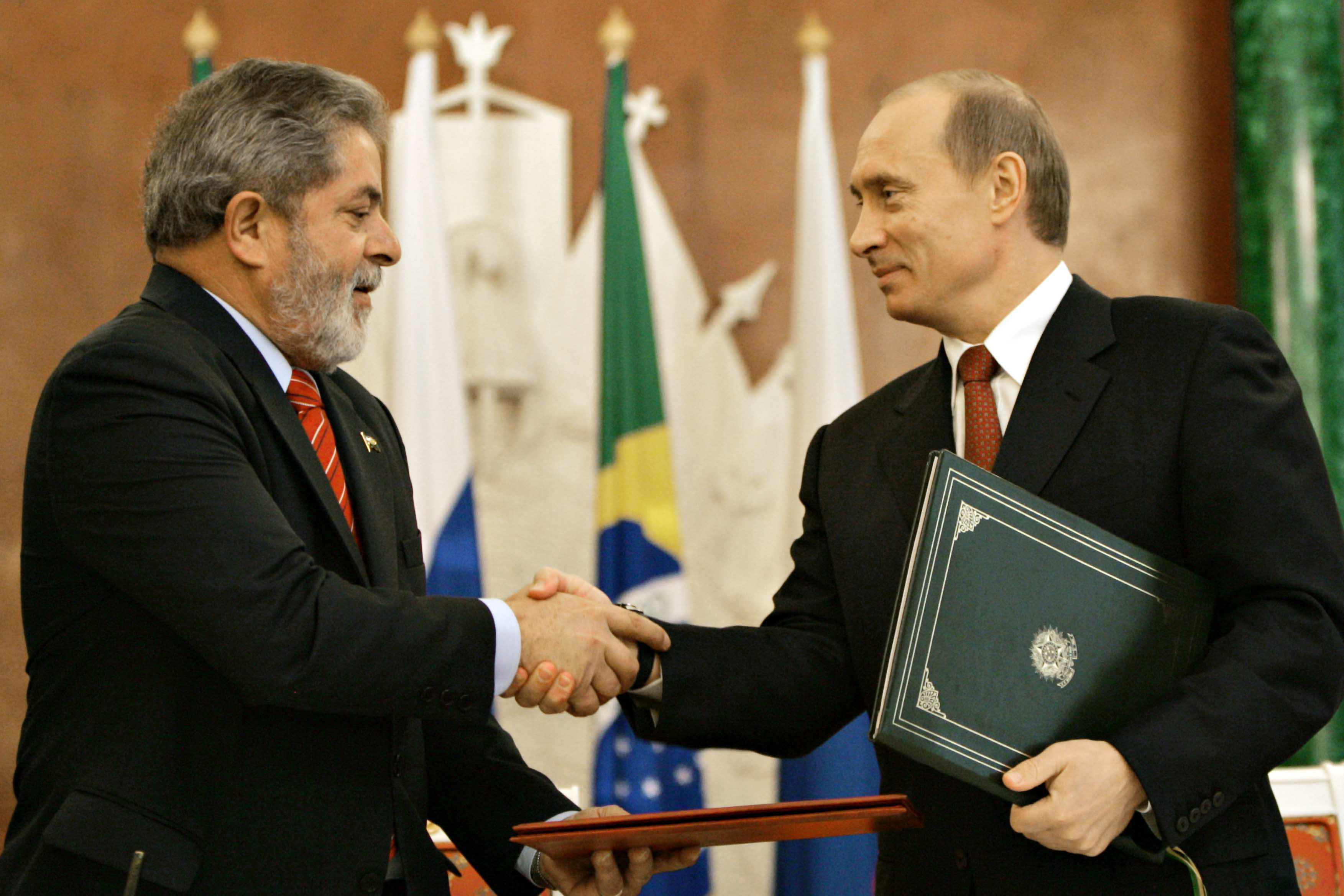
Luiz Inácio Lula da Silva gibt Wladimir Putin die Hand (2005)

Mit dem Zerfall der Sowjetunion und der anschließenden Entstehung der Russischen Föderation verbesserten sich die Beziehungen. Brasilien war eines der ersten Länder, das die Russische Föderation am 26. Dezember 1991 als Nachfolgestaat der Sowjetunion anerkannte. Im Jahr 1997 wurde eine brasilianisch-russische Kommission für Kooperation auf Regierungsebene geschaffen. 2000 unterzeichneten die beiden Länder ein Basisabkommen über partnerschaftliche Beziehungen. Ein Jahr später unterzeichneten ein hochrangiger Ausschuss unter der Leitung des damaligen brasilianischen Vizepräsidenten Marco Maciel und des damaligen russischen Premierministers Michail Kasjanow mehrere langfristige bilaterale Verträge und leitete damit eine strategische Partnerschaft zwischen den beiden Ländern ein, was bei einem Staatsbesuch von Fernando Henrique Cardoso 2002 in Russland gefeiert wurde. Im September 2003 wurde der brasilianisch-russische Militärtechnologie- und Transferpakt vereinbart, ein wichtiges Abkommen im Bereich der Zusammenarbeit bei Militär und Raumfahrt.
Am 18. Oktober 2005 unterzeichneten die beiden Staatsoberhäupter während eines Staatsbesuchs von Präsident Lula in Moskau die bilaterale Strategische Allianz Brasilien-Russland sowie ein Abkommen, das es der brasilianischen Raumfahrtagentur ermöglichte, den ersten brasilianischen Astronauten, Marcos Pontes, an Bord der Sojus TMA-8 ins All zu schicken. Beide Länder haben sich in der folgenden Zeit wiederholt gegen eine zu starke Hegemonie der Vereinigten Staaten in internationalen Organisationen ausgebrochen und beide sahen z. B. den Irakkrieg der USA kritisch. Um eine stärkere Mitbestimmung der Schwellenländer zu sichern, kooperieren beide Länder im Rahmen der BRICS-Staaten. Das erste Gipfeltreffen der vier Gründerstaaten Brasilien, Russland, China und Indien fand am 16. Juni 2009 in Jekaterinburg statt. Das zweite Treffen erfolgte am 15. April 2010 in Brasília. Weitere Treffen fanden danach jährlich statt.
Im Februar 2022 stimmte Brasilien für den Entwurf einer Resolution des Sicherheitsrates der Vereinten Nationen, in der der Einmarsch Russlands in der Ukraine verurteilt wurde. Brasiliens Präsident Jair Bolsonaro lehnte es jedoch ab, eine klare Position zugunsten der Ukraine einzunehmen. Bolsonaro erklärte: „Brasilien wird nicht Partei ergreifen“. Brasilien weigerte sich auch, sich den internationalen Sanktionen gegen Russland anzuschließen und intensivierte im Gegenteil sogar die Wirtschaftsbeziehungen mit den Russen. Auch Bolsonaros linker Nachfolger (und Vorgänger) Lula da Silva behielt diese Position bei. So machte Lula die Ukraine und die NATO für den Krieg mitverantwortlich. Die Ukrainer forderte er auf, Land an die Russen abzugeben, im Gegenzug für ein Friedensabkommen. Lula bemühte sich gemeinsam mit China um eine internationale Friedensinitiative, wobei er wiederholt die negativen Folgen von Krieg und Sanktionen für die armen Länder des globalen Südens betonte, und versuchte sein internationales Profil als Vermittler zu schärfen.
Russland gehört zu den 15 wichtigsten Handelspartnern Brasiliens und im Rahmen der BRICS wurde die wirtschaftliche und technische Zusammenarbeit deutlich ausgebaut. Der bilaterale Handel belief sich im Jahr 2022 auf 9,8 Milliarden US-Dollar. Der Handel findet zum größten Teil im Agrarsektor statt. Die brasilianischen Ausfuhren bestehen größtenteils aus Sojabohnen, Fleisch, Erdnüssen, Kaffee und Zucker, während die wichtigsten russischen Ausfuhren nach Brasilien Düngemittel sind. Russischer Dünger ist wichtig für den Agrarsektor Brasiliens, während Russland zu den größten Abnehmern von Rindfleisch aus Brasilien gehört.